# Patati Patatá (programa de televisão)
Patati Patatá foi um programa de televisão brasileiro exibido na TVE na década de 1980. Era uma atração infantil de cunho educativo dedicado ao público pré-escolar. Também era exibido pela Record, SBT e TV Gazeta, para cumprir a cota de programas educativos exigida pelo Decreto n.º 52.795 de 1963 do Código Brasileiro de Telecomunicações.
Na TVE, era exibido de manhã e reprisado à tarde. Nas emissoras comerciais, geralmente era exibido no início da manhã, abrindo a programação diária.

## História
O programa estreou em 1980, na TVE do Rio de Janeiro. Era estrelado por um elenco infantil, e o único ator adulto que fazia parte do programa era Alby Ramos.
Era conhecido pela música de abertura "Se você quer sorrir e brincar, Patati Patatá", que se tornou um ícone do programa. A letra seria reutilizada posteriormente pelo grupo circense homônimo Patati Patatá a partir do álbum de 1995, com o acréscimo de novos versos. O grupo viria a se tornar a dupla de palhaços Patati Patatá, que fez novas gravações da canção.
Patati Patatá era composto por pequenas histórias. Uma delas, chamada de A Cidade recebeu um prêmio no Japão em 1981, através da emissora NHK, promotora do Concurso Internacional de Programas Educativos - Prêmio Japão.
História vencedora, A Cidade introduzia as crianças sobre a cidade grande, dando pequenas noções para as crianças sobre a praça, os bancos, comércios e edifícios.
O último registro de exibição do programa é de 1988, quando abria a grade de programação do SBT.

## Produção
O programa era produzido pelo Núcleo de Produção Didática da TVE, em parceria com a Secretaria Estadual de Educação do Rio de Janeiro. Era transmitido para recepção organizada em turmas do pré-escolar em 50 escolas da rede estadual de ensino, de segunda a sexta-feira, às 9 e às 14 horas.
Cada série de Patati Patatá era composta de cinco programas de 15 minutos e tinha como objetivo facilitar o processo de socialização das crianças de quatro a seis anos. Diretor do Núcleo de Produção Didática da TVE, professor Gonzaga Vasconcelos, afirma que Patati Patatá nasceu da intenção de se produzir algo para o público pré-escolar, assunto até então inexplorado pela televisão brasileira.
O professor Arnaldo Niskier foi um dos idealizadores do programa. Em um artigo, ele lembra que o país dava pouca assistência a essa fatia do público.
"Como nasceu esta série? Geração espontânea? Quando propus o projeto de 40 módulos de 15 minutos cada à TVE tinha primeiramente, sobretudo, dois referenciais: o primeiro, a pouca assistência dada no País ao pré-escolar, de forma sistemática ou não convencional, sabido que há 23 milhões de crianças situadas nessa faixa que não tem qualquer tipo de atendimento: o segundo, as repetidas conversas mantidas com a professora Zoe Noronha Chagas Freitas, no sentido de se valorizar a educação através da arte."— Arnaldo Niskier 